# Lisa Vanderpump
 (mai 2015).
Si vous disposez d'ouvrages ou d'articles de référence ou si vous connaissez des sites web de qualité traitant du thème abordé ici, merci de compléter l'article en donnant les références utiles à sa vérifiabilité et en les liant à la section « Notes et références ».
Lisa Vanderpump souvent abrégé en LVP, (de son nom de naissance Lisa Jane Vanderpump) est une actrice, écrivain, philanthrope, animatrice de télévision et gérante de restaurant britannique d'expression américaine, née le 15 septembre 1960 à Londres. Elle est connue notamment pour son apparition dans les émission de téléréalité américaine Les Real Housewives de Beverly Hills et Vanderpump Rules.

## Biographie

### Enfance et vie privée
Lisa Vanderpump est née le 15 septembre 1960 à Londres. Elle prend des cours de théâtre dès l’âge de 9 ans.
Elle est mariée à l'ancien footballeur et restaurateur Ken Todd depuis 1982, ensemble ils ont deux enfants : Pandora Todd née le 7 mai 1986, et Max Todd (adopté) né le 7 décembre 1991.
Proche amie de la star internationale américaine Lady Gaga, c'est en 2014 qu'elle fait une apparition dans son court-métrage et clip de GUY.
Elle est amie avec le chanteur et parolier du groupe allemand Tokio Hotel, Bill Kaulitz.
Elle vit actuellement à Beverly Hills, dans une maison nommée Villa Rosa à Los Angeles en Californie avec son mari.
Le 30 avril 2018, son frère Mark Vanderpump décède dans le comté de Gloucestershire, au Royaume-Uni.
En juin 2019, sa mère, Jean Vanderpump, décède de thrombose veineuse profonde.

### Entreprise et restaurants
Avant de déménager aux États-Unis, Vanderpump a conçu 26 des bars et restaurants londoniens qu'elle possède avec son mari Ken Todd. Ils possèdent cinq restaurants en Californie :
- Villa Blanca était à Beverly Hills mais a fermé en 2020 à la suite d'une controverse.
- SUR (sexy unique restaurant) le centre d'intérêt du spin-off Vanderpump Rules, à West Hollywood
- PUMP Restaurant Lounge
- La pizzería Stonebaked de Lisa Vanderpump
- Tom Tom[5]

En août 2013, les entrepreneurs Ryan Allen Carrillo et Andrew Gruver ont intenté une action en justice devant la Cour supérieure de Los Angeles, désignant Vanderpump et son mari comme défendeurs et alléguant un manquement à une obligation fiduciaire, une fraude déguisée, une rupture de contrat, une fausse déclaration et une tromperie. Carrillo et Gruver affirment que le couple "a injustement arraché le lieu de West Hollywood" où ils avaient l'intention d'ouvrir un bar sportif gay appelé Bar Varsity. 
En 2015, Vanderpump et son mari ont lancé une ligne d'accessoires pour animaux de compagnie, Vanderpump Pets.
En octobre 2016, Vanderpump a lancé une ligne d'émojis, intitulée Vandermojis. La collection, conçue par Vanderpump, comprend des GIF, des autocollants et des messages audio.
En mars 2017, Vanderpump a été nommé rédacteur en chef du magazine Beverly Hills Lifestyle.
En mars 2019, Vanderpump a ouvert le Vanderpump Cocktail Garden situé au Caesars Palace.

### Téléréalité

#### Les Real Housewives de Beverly Hills (2010-2019)

##### Le «puppy-gate»
Dans la saison 9 de Les Real Housewives de Beverly Hills, Dorit Kemsley adopte un chien dans le refuge de Lisa Vanderpump Dogs. Alors que le chien est agressif avec sa famille, Dorit le confie à une autre famille mais celle-ci l’abandonne à son tour et le laisse dans un autre refuge. Lisa est alertée et demande à Dorit de lui expliquer la situation, et l’affaire paraît réglée. Mais un article parait dans le magazine people RadarOnline. Dorit se sent menacée car l’article dépeint un portrait négatif de sa personne. Lisa Rinna et les autres Housewives sont alors persuadées que Lisa Vanderpump est à l’origine de cet article. L’affaire ira si loin que Kyle Richards amie de longue date de LVP la confronte et l’accuse de mensonge alors que cette dernière affirme qu’elle n’a jamais vendu d’article à la presse people. Kyle et LVP se quittent donc en mauvais terme.

##### Amitié avec Kyle Richards
Kyle Richards et Lisa Vanderpump sont amies depuis plusieurs années avant le début de la série. À la suite du « puppy-gate », Kyle et Lisa affirment toutes deux qu’elles ne se parlent plus. Elles se seraient croisées au restaurant mais n’auraient pas échangé. Après la mort de Jean Vanderpump, la mère de Lisa, en juin 2019, Kyle aurait envoyé des fleurs à cette dernière.

##### Départ de la série
À la fin de la saison 9, à la suite du « puppy-gate », Lisa décide de quitter la série. Elle ne se rend pas à la réunion annuelle animée par Andy Cohen et ne réintègre pas le cast pour les saisons suivantes.

#### Vanderpump Rules (depuis 2013)
En 2013, la chaîne de télévision Bravo lance une nouvelle émission de télé-réalité centré sur Lisa et le personnel de se ses restaurants et bars : SUR Restaurant & Lounge, Pump Restaurant et Tom Tom Restaurant & Bar, à West Hollywood, en Californie.
En 2020, à la suite du départ de plusieurs membres de la distribution, et en raison de la pandémie de COVID-19, la production de la neuvième saison a été temporairement suspendue.
En mai 2024, après la diffusion de la saison 11, la chaîne met l'émission en pause. Plus tard en novembre de la même année Lisa annonce que l'émission va subir un changement intégrale de casting.

## Animation et radio
- En 2011 : elle commente le mariage royal de Catherine Middleton et le Prince William sur CNN.
- Depuis 2013 : Vanderpump Rules : Créatrice et animatrice
- 2020-2021 : All things Vanderpump (radio et podcast) [11]

## Filmographie
| Année | Film                                              | Rôle                       | Notes        |
| ----- | ------------------------------------------------- | -------------------------- | ------------ |
| 1973  | Une maîtresse dans les bras, une femme sur le dos | Julia Allessio             | non-créditée |
| 1974  | John Halifax, Gentleman                           | Ursula March               |              |
| 1975  | Tommy                                             | La fille à la fête de Noël | non-créditée |
| 1976  | Du rififi chez les mômes                          | La fille au bar clandestin | non-créditée |
| 1976  | Katy                                              | Mary                       | 2 épisodes   |
| 1978  | Sanglant Voyage scolaire                          | Anne                       |              |
| 1979  | Kids                                              | Lucille Wyatt              | 5 épisodes   |
| 1980  | The Wildcats of St Trinian's                      | Ursula                     |              |
| 1980  | Leap in the Dark                                  | Jackie                     |              |
| 1981  | Sunday Night Thriller                             | Eliane Label (jeune)       |              |
| 1981  | Storybook International                           | Cap O' Rushes              |              |
| 1982  | Something in Disguise                             | Sandra Mount               | 2 épisodes   |
| 1983  | ABC Mantrap                                       | Samantha                   |              |
| 1990  | Absolutely ABC                                    | Samantha                   |              |
| 1993  | Les Dessous de Palm Beach                         | Coleen Osgood              |              |
| 1995  | Separate Lives                                    | Heidi Porter               |              |
| 1995  | Un privé à Malibu                                 | Margo Curtis               |              |
| 2014  | Mon comeback                                      | Lisa Vanderpump            |              |
| 2020  | American Housewife                                | Lisa Vanderpump            |              |

### Emission télévisé
| Année       | Emission                             | Notes                                 |
| ----------- | ------------------------------------ | ------------------------------------- |
| 2010-2019   | Les Real Housewives de Beverly Hills | Principale saisons 1 à 9              |
| Depuis 2013 | Vanderpump Rules                     | Depuis la saison 1                    |
| 2013        | Dancing with the Stars               | Saison 6 (10ième place)               |
| 2019        | MasterChef                           | MasterChef: Celebrity Family Showdown |
| 2020        | Hell's Kitchen                       | 1 épisode                             |
| 2021        | Pooch Perfect US                     | Juge                                  |
| 2021        | Overserved with Lisa Vanderpump      | 12 épisodes                           |
| 2021        | Vanderpump Dogs                      | 6 episodes                            |
| Depuis 2024 | Vanderpump Villa                     | 10 episodes                           |